# Pellet (combustibile)

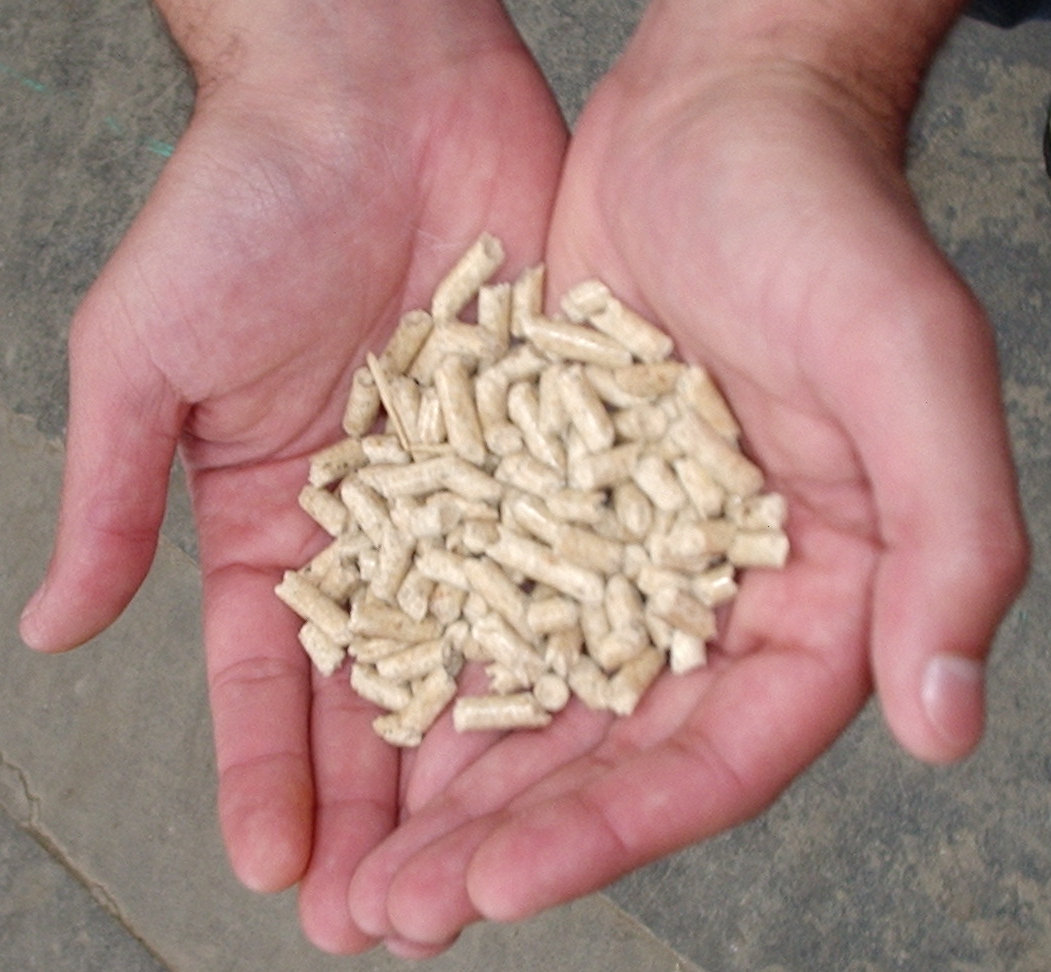
Legno in pellet

Il legno in pellet è un combustibile ricavato dal legno vergine, talvolta partendo da scarti di lavorazione (quali piallatura, segatura, schegge, ritagli) altre volte dal tronco intero. Può essere definito come "biocombustibile addensato, generalmente in forma cilindrica, di lunghezza casuale tipicamente tra 5 mm e 30 mm, e con estremità interrotte, prodotto da biomassa polverizzata con o senza additivi di pressatura". 
È usabile in bruciatore a pellet o in stufa a pellet.
La norma UNI EN 17225-2 determina le specifiche e la classificazione del pellet di legno per uso industriale e non. Si riferisce solo al pellet di legno ottenuto da bosco, piantagione e altro legno vergine, prodotti e residui dell’industria di lavorazione del legno e legno da recupero. Non è incluso il legno derivante da demolizioni di edifici o di impianti di ingegneria civile, né quello trattato termicamente mediante il sistema della torrefazione.

## Descrizione

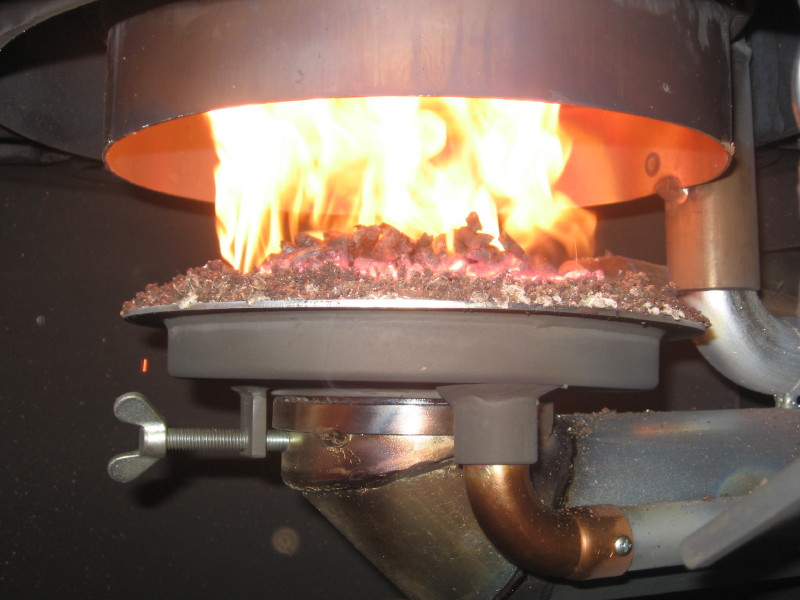
Combustione di pellet in una stufa

La capacità legante della lignina, contenuta nella legna, permette di ottenere un prodotto compatto senza aggiungere additivi e sostanze chimiche estranee al legno,  ottenendo un combustibile ad alta resa. Quando la materia prima entra nella pressa pellettatrice il tasso di umidità deve essere pari a circa il 12-13%, condizione essenziale per il processo di estrusione del pellet.
La combustione del pellet di legno produce biossido di carbonio e inquinanti tipici della combustione delle biomasse solide come il PM10. Residuo tipico sono gli incombusti, e in particolare le ceneri, la cui quantità è strettamente dipendente dal tipo di biomassa: generalmente il pellet prodotto a partire da legni teneri come la famiglia delle conifere (abete, larice, pino, ecc.) è caratterizzato da un residuo ceneri più basso, mentre i legni duri come molte latifoglie (faggio, quercia, rovere, carpino, frassino, ecc) un valore più alto. Questa, tuttavia non è una regola infatti la percentuale di ceneri dipende anche da quale parte dell'albero viene utilizzata: nel caso della corteccia il residuo ceneri sarà superiore, nel caso della polpa inferiore.
Grazie alla pressatura il potere calorifico del pellet, a parità di volume ma non di peso, è circa doppio rispetto al legno. Sul rendimento calorico influisce in minima parte anche la percentuale di legni duri di origine. Lo standard universalmente riconosciuto per il calcolo del potere calorifico è la norma ISO 18125:2017 Biocombustibili solidi – Determinazione del potere calorifico.
Il pellet è utilizzato come combustibile per stufe di ultima generazione, in sostituzione dei ceppi di legno. Ciò comporta una serie di miglioramenti di tipo ecologico, energetico e di gestione dell'impianto di riscaldamento rispetto alle stufe tradizionali.
Tra i vantaggi ambientali è da notare come la produzione di pellet non sia strettamente legata all'abbattimento di alberi interi: infatti i pellet possono essere prodotti da numerosi materiali di scarto come segatura e scarti di lavorazione di falegnameria, che in questo modo vengono rivalorizzati come combustibile di largo consumo.
L'Italia è il primo mercato europeo per il consumo di pellet di legno, con oltre 3 milioni di tonnellate all'anno, di cui solo il 20% risulta essere prodotto nei confini nazionali e il restante importato. L'elevata importazione rappresenta uno dei punti deboli del mercato del pellet in quanto impoverisce enormemente gli effetti benefici a livello ambientale derivanti dal consumo di un prodotto ecologico qual è il pellet; inoltre, è responsabile dell’instabilità dell’offerta, dell’incertezza circa l’approvvigionamento e della fluttuazione dei prezzi di mercato. A causa di questi fenomeni, vi è sempre una maggiore diffusione, del cosiddetto pellet agricolo (o agripellet), prodotto da coltivazioni erbacee non alimentari dedicate o da scarti di lavorazione agricola diversi dal legno (es. nocciolino di sansa, gusci di seme di girasole), può essere realizzato attraverso una filiera locale e stabile diventando, inoltre, una fonte di reddito integrativo per gli agricoltori. Il suo utilizzo è incentrato prevalentemente su impianti a biomasse industriali dotati di griglia mobile o con bruciatori ottimizzati. Tuttavia, vi è sempre una maggiore applicazione anche su stufe e caldaie domestiche dotate di bracieri autopulenti.
Segue un riepilogo delle caratteristiche del pellet, indicate su tutte le confezioni:
| Caratteristica    | Descrizione                                               | Unità di misura | Note |
| ----------------- | --------------------------------------------------------- | --------------- | --- |
| Diametro          | Indica il diametro del singolo pellet                     | mm              | |
| Lunghezza         | Indica la lunghezza del singolo pellet                    | mm              | Viene indicata la lunghezza massima del pellet in quanto il taglio in serie produce lunghezze molto differenti tra loro. |
| Contenuto idrico  | Percentuale di umidità                                    | %               | Umidità alla produzione. Essa varia a seconda della posizione di stoccaggio e dall'umidità ambientale.                   |
| Contenuto ceneri  | Quanta cenere viene prodotta al termine della combustione | %               | |
| Potere calorifico |                                                           | kWh/Kg          | Calcolo effettuato come da ISO 18125:2017 Biocombustibili solidi – Determinazione del potere calorifico                  |

## Produzione
I pellet sono cilindretti di legno pressato, prodotti a partire da residui di segatura e lavorazione del legno (trucioli e segatura), in genere prodotti da segherie e falegnamerie.
La materia prima è anticipatamente selezionata, essiccata e pulita dalle impurità, per ottenerne una qualità costante, con un'umidità residua ben determinata; la preparazione prevede inoltre una selezione di specie di legno più tenere (abeti, conifere) e una certa omogeneità qualitativa e dimensionale; la maggior accuratezza di questa preparazione si traduce in una miglior qualità del prodotto finito e in minor consumo di energia per la produzione.
Per la produzione di una tonnellata di pellet occorrono dai sei agli otto metri cubi di trucioli e segatura. 
Dopo la preparazione della materia prima, il materiale è immesso nelle presse tramite un trasportatore a coclea.
La pressa con un sistema di cilindri comprime il materiale, e lo fa passare attraverso i fori di una trafila, che lo riduce in lunghi spaghetti caldi, poi tagliati alla lunghezza desiderata (6–8 mm) e raffreddati nell'ambiente (aria).
La pressatura agisce sulla materia prima, trasformando la lignina in collante che riveste le fibre di cellulosa.
Per conferire al materiale una certa resistenza all'abrasione si usa aggiungere sostanze naturali (amido e farina) che facilitano anche la pressatura, in ragione di un massimo normato del 2%; agli effetti pratici si usa un'aggiunta di non più del 0,5%. La normativa prescrive inoltre che le polveri del prodotto non superino l'1%, perciò, prima dello stoccaggio, si setaccia il prodotto eliminando polveri e altri resti.
Il consumo d'energia necessario alla produzione e alla distribuzione del pellet partendo da resti secchi del legno è di circa il 2,7% dell'energia finale, molto minore di quello richiesto dal metano o dal gasolio (circa 10% e 12% rispettivamente).

## Certificazione
Esistono diversi enti di certificazione del pellet:
- Din
- Din Plus
- ENPlus
- SN
- ÖNORM